# Uuden Musiikin Kilpailu 2020
La nona edizione di Uuden Musiikin Kilpailu è stata organizzata dall'emittente radiotelevisiva finlandese Yle per selezionare il rappresentante nazionale all'Eurovision Song Contest 2020 a Rotterdam.
Il vincitore è stato Aksel Kankaanranta con Looking Back.

## Organizzazione

### Format
La competizione è stata annunciata da Yleisradio il 3 giugno 2019, mentre la data della finale, il 7 marzo 2020, è stata resa nota il successivo 1º novembre. Contrariamente ai due anni precedenti, nei quali l'artista era stato selezionato internamente dall'emittente e il pubblico poteva scegliere fra tre canzoni proposte, UMK 2020 è stato aperto a tutti gli artisti interessati. Il risultato è stato decretato da un mix di voto della giuria e televoto.

### Giuria
La giuria internazionale per UMK 2020 è stata composta da:
- Bulgaria – Poli Genova (Rappresentante della Bulgaria all'Eurovision Song Contest 2011 e 2016)
- Estonia – Laura Põldvere (Rappresentante dell'Estonia all'Eurovision Song Contest 2005, come parte delle Suntribe, e nel 2017 con Koit Toome)
- Germania – Reinhard Ehret
- Paesi Bassi – Erik Bolds
- Regno Unito – William Lee Adams
- Russia – Tutta Larsen
- Spagna – Lucía Pérez (Rappresentante della Spagna all'Eurovision Song Contest 2011)
- Svezia – Elize Ryd

## Partecipanti
Yleisradio ha aperto la possibilità a tutti gli artisti interessati di inviare canzoni per il festival dal 1º all'8 novembre 2019, con un massimo di tre canzoni per artista e con il limite che il cantante e almeno uno degli autori fosse cittadino finlandese o residente in Finlandia. I sei partecipanti sono stati rivelati il 21 gennaio 2020, mentre le loro canzoni sono state pubblicate ognuna in un giorno diverso fra il 24 e il 31 gennaio.
| Artista            | Titolo               | Lingua     | Compositori                                                                           |
| ------------------ | -------------------- | ---------- | ------------------------------------------------------------------------------------- |
| Aksel Kankaanranta | Looking Back         | Inglese    | Joonas Angeria, Whitney Phillips, Connor McDonough, Riley McDonough, Toby McDonough   |
| Catharina Zühlke   | Eternity             | Inglese    | Marcia "Misha" Sondeijker, Roel Rats, Josefine Myrberg, Henrik Tala, Catharina Zühlke |
| Erika Vikman       | Cicciolina           | Finlandese | Janne Rintala, Mika Laakkonen, Erika Vikman, Saskia Vanhalakka                        |
| F3M                | Bananas              | Inglese    | Olli Äkräs, Hanna Ollikainen, Rafael Elivuo                                           |
| Sansa              | Lover View           | Inglese    | Sansa, Yotto, Anton Sonin                                                             |
| Tika               | I Let My Heart Break | Inglese    | Neea Jokinen, Timo Oiva, Oliver@ i-One Music, Lotus Wang                              |

## Finale
La finale si è tenuta il 7 marzo 2020 presso il Mediapolis di Tampere. Erika Vikman e Aksel Kankaanranta hanno vinto rispettivamente il televoto e il voto della giuria, ma la somma dei punteggi ha conferito la vittoria a quest'ultimo. La diretta è stata guardata da una media di 885.000 telespettatori, mentre 1,5 milioni di finlandesi hanno guardato il programma per almeno tre minuti, rendendo quella del 2020 l'edizione più seguita di Uuden Musiikin Kilpailu dalla sua introduzione nel 2012.
| # | Artista            | Titolo               | Punteggio | Punteggio | Punteggio | Posizione |
| # | Artista            | Titolo               | Giuria    | Televoto  | Totale    | Posizione |
| - | ------------------ | -------------------- | --------- | --------- | --------- | --------- |
| 1 | Catharina Zühlke   | Eternity             | 42        | 24        | 66        | 5         |
| 2 | Erika Vikman       | Cicciolina           | 58        | 99        | 157       | 2         |
| 3 | Aksel Kankaanranta | Looking Back         | 76        | 94        | 170       | 1         |
| 4 | F3M                | Bananas              | 64        | 20        | 84        | 4         |
| 5 | Sansa              | Lover View           | 30        | 6         | 36        | 6         |
| 6 | Tika               | I Let My Heart Break | 50        | 77        | 127       | 3         |